# CATOBAR

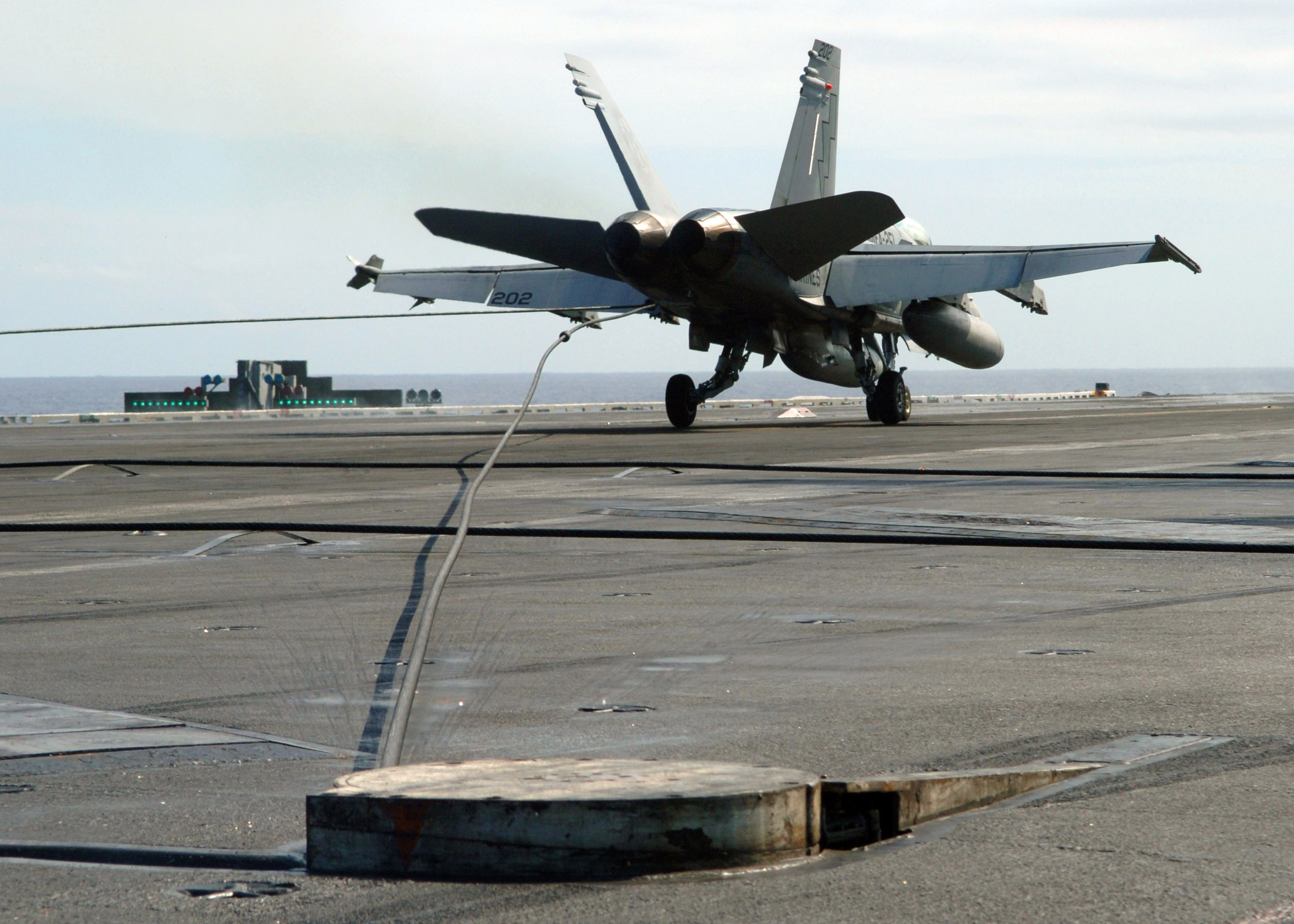
F/A-18C Hornet hamujący na pokładzie lotniskowca z pomocą stalowej liny aerofiniszera

CATOBAR – akronim od angielskiego Catapult Assisted Take Off But Arrested Recovery używany w lotnictwie do określania sposobu startu i lądowania samolotu na pokładach lotniskowców. CATOBAR oznacza start ze wspomaganiem katapultą i skrócenie lądowania przy pomocy aerofiniszera. Samoloty określane jako CATOBAR są zazwyczaj maszynami, które startują i lądują w konwencjonalny sposób (CTOL), dlatego konieczne jest skrócenie ich rozbiegu i dobiegu w warunkach krótkich pokładów startowych lotniskowców, przy pomocy zewnętrznych urządzeń wspomagających.
Pełną infrastrukturę do używania samolotów CATOBAR mają amerykańskie lotniskowce o napędzie atomowym typu Nimitz i typu Gerald R. Ford oraz francuski lotniskowiec o napędzie atomowym Charles de Gaulle.